# جوائز اللعبة 2014
جوائز اللعبة 2014 (بالإنجليزية: The Game Awards 2014) هو حفل توزيع جوائز، والذي قام بتكريم أفضل ألعاب الفيديو لعام 2014، وأُقيم في مسرح زابوس في لاس فيغاس في 5 ديسمبر 2014. أنتج العرض واستضافه جيف كيلي. هذا الحفل هو أول حفل من حفلات جوائز اللعبة، والذي حل محل جوائز سبايك لألعاب الفيديو التي يستضيفها كيلي (VGX في 2013) والتي توقفت بعد حفل 2013. نالت لعبة عصر التنين: محاكم التفتيش جائزة لعبة العام.

## العروض الأولى
حفل تلك السنة قد تميز ببعض العروض الأولى العالمية للألعاب، تضمنت ألعاب نينتندو سوبر ماريو ميكر و‌كود نيم ستيم و‌أسطورة زيلدا: نسيم البراري، ولعبة كوجيما برودكشنز المعدات المعدنية الصلبة 5: ألم الشبح، ولعبة فيسرال غيمز ساحة المعركة المتشددة، ولعبة فروم سوفتوير منقول بالدم، ولعبة سوبرماسيف غيمز حتى الفجر، ولعبة ريدي آت داون التنظيم: 1886، ولعبة كرستال دينامكس لارا كروفت ومعبد أوزوريس، ولعبة سي دي برويكت رد الويتشر 3: الصيد البري؛ ولعبة ذا أود جنتلمن مسعى الملك، ولعبة ثري وان زيرو بجرف البحر ولعبة ناتسومي غودزيلا. توجد عروض أخرى تتضمن لعبة فيس بونش ستوديوز «قبل»، ولعبة ستويك ستوديو ملحمة الراية، ولعبة فولبرايت تاكوما، ولعبة روبوتوكي عنصر بشري ولعبة هالو غيمز السماء المهجورة.
وصل البث اللاسلكي إلى حوالي 1.9 مليون.

## الفائزون والترشيحات
ترشيحات جوائز اللعبة 2014 قد أُعلنت في 20 نوفمبر 2014. الألعاب المرشحة يجب أن يكون تاريخ إصدارها يوم 25 نوفمبر 2014 أو قبل ذلك حتى تصبح مؤهلة.
أُعلن عن الفائزين أثناء حفل الجوائز في 5 ديسمبر 2014. الفائزون بالخط الغليظ.

### جوائز لجنة التحكيم
| لعبة العام | مطور العام |
| --- | --- |
| - عصر التنين: محاكم التفتيش – تطوير بايوير - بايونيتا 2 – تطوير بلاتينيوم غيمز - أرواح مظلمة 2 – تطوير فروم سوفتوير - حجر الموقد: أبطال آلة الحرب – تطوير بليزارد إنترتينمنت - الأرض الوسطى: شبح موردور – تطوير مونولث برودكشنز                                                                                           | - نينتندو - بليزارد إنترتينمنت - مونولث برودكشنز - تلتيل غيمز - يوبي سوفت مونتريال |
| أفضل لعبة مستقلة | أفضل لعبة محمولة |
| - فارس المجرفة – تطوير يخت كلاب غيمز - العصر المحطم الفصل الأول – تطوير دابل فاين - وادي النصب التذكاري – تطوير أستو - الناقل – تطوير سوبرجاينت غيمز - اختفاء إيثان كارتر – تطوير أسترونوتس | - حجر الموقد: أبطال آلة الحرب – تطوير بليزارد إنترتينمنت - شجاعة بالافتراض – تطوير سيليكون ستوديو و‌سكوير إنكس - وادي النصب التذكاري – تطوير أستو - الشقيقان الساحقان الخارقان لنينتندو 3دي إس – تطوير سورا ليمتد و‌بانداي نامكو إنترتينمنت - ثلاثات – تطوير سيرفو |
| أفضل سرد | أفضل موسيقى تصويرية |
| - شجاعة القلوب: الحرب العظمى – كتابة مات وإد - الحديقة الجنوبية: عصا الحقيقة – كتابة تري باركر و‌مات ستون - الموتى السائرون: الموسم الثاني – كتابة نيك بريكون وأندرو غرانت - الذئب بيننا – كتابة بيير شوريت - ولفينشتاين: التنظيم الجديد – كتابة جيرك غوستافسون وتوم كيغان وينس ماثيس                                      | - المصير – تلحين مايكل سالفاتوري وبول جونسون و‌مارتن أودونيل و‌بول مكارتني - فضائي: العزلة – تلحين بايرون بولوك وسام كوبر و‌جيف فان دايك وكريستيان هنسون وجو هنسون وهايدن باين وألكسيس سميث - طفلة النور – تلحين بياتريس مارتن - مسنن غروب الشمس – تلحين بوريس سالتشو - الناقل – تلحين دارين كورب                                                                                |
| أفضل أداء تمثيلي | ألعاب متغيرة |
| - تري باركر بعدة أدوار – في الحديقة الجنوبية: عصا الحقيقة - آدم هارينغتون بدور ذئب بيغبي – في الذئب بيننا - كيفين سبيسي بدور جوناثان آيرونز – في نداء الواجب: الحرب المتقدمة - ميليسا هوتشيسون بدور كليمنتين – في الموتى السائرون: الموسم الثاني - تروي بيكر بدور تاليون – في الأرض الوسطى: شبح موردور                    | - شجاعة القلوب: الحرب العظمى – تطوير يوبي سوفت مونبلييه - جبل – تطوير ديفيد أوريلي - لست وحيدًا – تطوير آبر ون غيمز وإي-لاين ميديا - آخرنا: متروك – تطوير نوتي دوغ - حربي هذه – تطوير إستديوهات 11 بت |
| أفضل لعبة تصويب | أفضل لعبة أكشن مغامرات |
| - الصرخة البعيدة 4 – تطوير يوبي سوفت مونتريال - نداء الواجب: الحرب المتقدمة – تطوير سلجهمر غيمز - المصير – تطوير بنجي - سقوط الجبابرة – تطوير ريسباون إنترتينمنت - ولفينشتاين: التنظيم الجديد – تطوير ماشين غيمز | - الأرض الوسطى: شبح موردور – تطوير مونولث برودكشنز - عقيدة الاغتيالي الاتحاد – تطوير يوبي سوفت مونتريال - فضائي: العزلة – تطوير ذا كريتيف أسمبلي - بايونيتا 2 – تطوير بلاتينيوم غيمز - مسنن غروب الشمس – تطوير إنسومنياك غيمز |
| أفضل لعبة تقمص أدوار | أفضل لعبة قتال |
| - عصر التنين: محاكم التفتيش – تطوير بايوير - شجاعة بالافتراض – تطوير سيليكون ستوديو و‌سكوير إنكس - أرواح مظلمة 2 – تطوير فروم سوفتوير - اللاهوت: الخطيئة الأصلية – تطوير لاريان ستوديوز - الحديقة الجنوبية: عصا الحقيقة – تطوير أوبسيديان إنترتينمنت و‌إستديوهات ساوث بارك الرقمية                                          | - الشقيقان الساحقان الخارقان لوي يو – تطوير سورا ليمتد و‌بانداي نامكو إنترتينمنت - غريزة القاتل: الموسم الثاني – تطوير دابل هيلكس غيمز و‌إستديوهات آيرون غالاكسي و‌رير و‌إستديوهات مايكروسوفت - الشخصية 4 الحلبة المطلقة – تطوير آرك سيستمس وركز - الشقيقان الساحقان الخارقان لنينتندو 3دي إس – تطوير سورا ليمتد و‌بانداي نامكو إنترتينمنت - مقاتل الشوارع الفائق 4 – تطوير كابكوم |
| أفضل لعبة عائلية | أفضل لعبة رياضية وسباقات |
| - ماريو كارت 8 – تطوير نينتندو إنترتينمنت أنالسيس أند دفيلوبمنت - ديزني اللامتناهية: أبطال مارفل الخارقون – تطوير أفالنش سوفتوير - فانتازيا: موسيقى متطورة – تطوير هارمونيكس ميوزيك سيستمز - الإنزالات السماوية: فريق الفخاخ – تطوير تويز فور بوب و‌بينوكس - حياة توموداتشي – تطوير نينتندو سوفتواير بلانينغ أند دفيلوبمنت | - ماريو كارت 8 – تطوير نينتندو إنترتينمنت أنالسيس أند دفيلوبمنت - فيفا 15 – تطوير إي إيه كندا - فورزا هورايزون 2 – تطوير بلاي غراوند غيمز و‌سومو ديجتال و‌تيرن 10 ستوديوز - إن بي إيه 2كيه15 – تطوير فيجوال كونسبتس - اندماج الاختبارات – تطوير ردلينكس و‌يوبي سوفت شانغهاي و‌يوبي سوفت كييف                                                                                      |
| أفضل تجربة على الإنترنت | أفضل استحداث لعبة فيديو |
| - المصير – تطوير بنجي - نداء الواجب: الحرب المتقدمة – تطوير سلجهمر غيمز و‌إستديوهات هاي مون و‌ريفن سوفتوير - أرواح مظلمة 2 – تطوير فروم سوفتوير - حجر الموقد: أبطال آلة الحرب – تطوير بليزارد إنترتينمنت - سقوط الجبابرة – تطوير ريسباون إنترتينمنت                                                                         | - سرقة السيارات الكبرى 5 – تطوير المطور الأصلي روكستار نورث - الهالة: تجميعة السيد الرئيس – المطور الأصلي بنجي و‌343 إندستريز؛ أعاد تطويرها 343 إندستريز - بوكيمون أوميغا روبي وألفا سايفر – تطوير المطور الأصلي غيم فريك - آخرنا – تطوير المطور الأصلي نوتي دوغ - لصة القبور: النسخة النهائية – المطور الأصلي كرستال دينامكس؛ أعاد تطويرها نيكسيس سوفتوير و‌يونايتد فرونت غيمز |

### جوائز اختيار المعجبين
| أكثر لعبة منتظرة | لاعب العام للرياضة الإلكترونية                                                                                             |
| --- | --- |
| - الويتشر 3: الصيد البري – تطوير سي دي برويكت رد - الرجل الوطواط: فارس أركام – تطوير روك ستيدي ستوديوز - المجهول 4: نهاية لص – تطوير نوتي دوغ - التطور – تطوير تورتل روك ستوديوز - منقول بالدم – تطوير فروم سوفتوير                       | - ماثيو هاغ "نيدشوت" - كريستوفر أليسوند "غت رايت" - مارتن لارسون "ريكلس" - جيمس كوستيسيك "فايربات" - شو لينسن "فاي"        |
| فريق العام للرياضة الإلكترونية | اللاعب الشائع |
| - نينجاز إن بيجاماز - إيفل جينياسز - سامسونغ وايت - نيوبي - إدوارد غيمينغ | - جون بيتر بين "توتال بسكت" - إيفان فونغ "فانوس" - جيف غرسمان - فيليكس شالبرغ "بيو دي باي" - جوزيف جاريت "ستامبي لونغ هيد" |
| أفضل صناعة معجبين | |
| - تويتش يلعب بوكيمون – بواسطة أنونيمس - موت لويجي المحدق – بواسطة سي زي بوي وريزوبيكور - "من الخطر الذهاب منفردًا" – بواسطة ستاربومب - ماين كرافت - مدينة تايتان – بواسطة كولونيال بابت - "لغِّم الماس (أغنية ماين كرافت)" – بواسطة توبوسكاس | |

### جوائز فخرية
| جائزة رمز الصناعة                       |
| --------------------------------------- |
| - كين و‌روبرتا وليامز (سييرا إنترتينمنت) |

## ألعاب لها عدة جوائز وترشيحات
| الترشيحات | اللعبة                                     |
| --------- | ------------------------------------------ |
| 3         | نداء الواجب: الحرب المتقدمة                |
| 3         | أرواح مظلمة 2                              |
| 3         | المصير                                     |
| 3         | حجر الموقد: أبطال آلة الحرب                |
| 3         | الأرض الوسطى: شبح موردور                   |
| 3         | الحديقة الجنوبية: عصا الحقيقة              |
| 2         | فضائي: العزلة                              |
| 2         | بايونيتا 2                                 |
| 2         | شجاعة بالافتراض                            |
| 2         | عصر التنين: محاكم التفتيش                  |
| 2         | ماريو كارت 8                               |
| 2         | وادي النصب التذكاري                        |
| 2         | مسنن غروب الشمس                            |
| 2         | الشقيقان الساحقان الخارقان لنينتندو 3دي إس |
| 2         | سقوط الجبابرة                              |
| 2         | شجاعة القلوب: الحرب العظمى                 |
| 2         | الناقل                                     |
| 2         | الموتى السائرون: الموسم الثاني             |
| 2         | الذئب بيننا                                |
| 2         | ولفينشتاين: التنظيم الجديد                 |

| الجوائز | اللعبة                     |
| ------- | -------------------------- |
| 2       | المصير                     |
| 2       | عصر التنين: محاكم التفتيش  |
| 2       | ماريو كارت 8               |
| 2       | شجاعة القلوب: الحرب العظمى |

## وصلات خارجية
- جوائز اللعبة 2014 على موقع IMDb (الإنجليزية)
- الموقع الرسمي
- The Game Awards 2014 (Full Show) على يوتيوب